# 浜田鉄道部
浜田鉄道部（はまだてつどうぶ）とは、島根県浜田市にある西日本旅客鉄道（JR西日本）の鉄道部の一つである。

## 概要
ローカル線の活性化と効率的な鉄道運営ができるように1990年（平成2年）6月1日から鉄道部制度を導入し、主に島根県西部を浜田鉄道部が運営するように改められた。
浜田鉄道部は浜田駅構内に位置しており、中国統括本部が管轄している。利用促進や地域振興など沿線自治体との連携は島根県全域を山陰支社が担当している。

### 管轄路線
- 山陰本線：田儀 - 益田間（田儀駅は山陰支社の直轄）

## 所属車両の車体に記される略号
中国統括本部の略号である「中」と、浜田の電報略号である「ハタ」から構成された「中ハタ」となっている。

## 所属車両
2021年（令和3年）4月1日現在、キハ120形気動車のうち300番台が13両所属しており、山陰本線出雲市 - 益田間で運用されている。
浜田鉄道部の車両基地は浜田駅でスイッチバックして入線するようになっているが、かつて寝台特急「出雲」が浜田駅まで運転されていた名残でスイッチバック線部分が長めに作られている。そのため、通常は最大でも1 - 3両分の部分しか使用しないが、ある程度の長大編成の臨時列車なども入区することが可能である。
浜田運転区時代は以下の車両が配置されていた。
- スハ43系客車
- オハ35系客車

## 乗務員
浜田鉄道部の乗務員は浜田列車支部に所属しており、以下の区間で乗務している。
- 山陰本線：出雲市 - 益田間

## 歴史
- 1989年（平成元年）3月11日 - 浜田運転区と浜田車掌区が統合し、浜田列車区になる[3][4][5]。
- 1990年（平成2年）6月1日 - 鉄道部制度に伴い、第1次鉄道部として発足[6]。浜田列車区が統合される[4]。
- 1994年（平成6年）3月 - 鉄道部に存在したれんが車庫が解体される[7]。
- 2008年（平成20年）6月1日 - 鉄道部制見直しに伴い、山陰本線出雲神西駅 - 田儀駅間は米子支社直轄に変更。これに伴い、同鉄道部の山陰本線管轄範囲も田儀（田儀駅幡生方場内信号機） - 益田間に変更となる。
- 2018年（平成30年）4月1日 - 三江線が廃止される。
- 2022年（令和4年） - 検修部門が後藤総合車両所に移管されて同所の出雲支所浜田派出所になる。
- 2022年（令和4年）10月1日 - 中国統括本部発足に伴い、同本部直轄となる。
- 2024年（令和6年）6月1日 - 浜田鉄道部廃止。乗務員区所は浜田運転区に改組。